# أوليفييه فيران
أوليفييه فيران (مواليد 22 أبريل 1980) هو سياسي فرنسي يشغل منصب وزير الصحة منذ 16 فبراير 2020.